# Okręg wyborczy nr 38 do Senatu Rzeczypospolitej Polskiej
Okręg wyborczy nr 38 do Senatu Rzeczypospolitej Polskiej obejmuje obszar powiatów gostynińskiego, płockiego, sierpeckiego, sochaczewskiego i żyrardowskiego oraz miasta na prawach powiatu Płocka (województwo mazowieckie). Wybierany jest w nim 1 senator na zasadzie większości względnej.
Utworzony został w 2011 na podstawie Kodeksu wyborczego. Po raz pierwszy zorganizowano w nim wybory 9 października 2011. Wcześniej obszar okręgu nr 38 należał do okręgu nr 15.
Siedzibą okręgowej komisji wyborczej jest Płock.

## Reprezentant okręgu
| Rok  | Rok  | Senator           | Partia                                                                     |
| ---- | ---- | ----------------- | -------------------------------------------------------------------------- |
|      | 2011 | Marek Martynowski | Prawo i Sprawiedliwość                                                     |
| 2015 |      | Marek Martynowski | Prawo i Sprawiedliwość                                                     |
| 2019 |      | Marek Martynowski | Prawo i Sprawiedliwość                                                     |
|      | 2023 | Waldemar Pawlak   | KKW Trzecia Droga Polska 2050 Szymona Hołowni – Polskie Stronnictwo Ludowe |

## Wyniki wyborów
Symbolem „●” oznaczono senatorów ubiegających się o reelekcję.

### Wybory parlamentarne 2011
| Kandydat                                                                                      | Kandydat          | Komitet wyborczy             | Głosów | Głosów | Głosów |
| Kandydat                                                                                      | Kandydat          | Komitet wyborczy             | Liczba | %      | +/–    |
| --------------------------------------------------------------------------------------------- | ----------------- | ---------------------------- | ------ | ------ | ------ |
|                                                                                               | Marek Martynowski | Prawo i Sprawiedliwość       | 50 904 | 29,17  | –      |
|                                                                                               | Eryk Smulewicz ●  | Platforma Obywatelska RP     | 45 916 | 26,31  | –      |
|                                                                                               | Michał Boszko ●   | Polskie Stronnictwo Ludowe   | 36 214 | 20,75  | –      |
|                                                                                               | Paweł Deresz      | Sojusz Lewicy Demokratycznej | 29 702 | 17,02  | –      |
|                                                                                               | Bogumił Czubacki  | KWW Bogumiła Czubackiego     | 11 781 | 6,75   | –      |
| Frekwencja: 45,60% Liczba głosów ważnych: 174 517 (96,64%) Źródło: Państwowa Komisja Wyborcza |                   |                              |        |        |        |

● Michał Boszko i Eryk Smulewicz reprezentowali w Senacie VII kadencji (2007–2011) okręg nr 15 (Michał Boszko został wybrany w 2010).

### Wybory parlamentarne 2015
| Kandydat                                                                                      | Kandydat            | Komitet wyborczy                             | Głosów | Głosów | Głosów |
| Kandydat                                                                                      | Kandydat            | Komitet wyborczy                             | Liczba | %      | +/–    |
| --------------------------------------------------------------------------------------------- | ------------------- | -------------------------------------------- | ------ | ------ | ------ |
|                                                                                               | Marek Martynowski ● | Prawo i Sprawiedliwość                       | 80 133 | 43,28  | +14,11 |
|                                                                                               | Waldemar Pawlak     | Polskie Stronnictwo Ludowe                   | 63 301 | 34,19  | +13,44 |
|                                                                                               | Bogumił Smuk        | KKW Zjednoczona Lewica SLD+TR+PPS+UP+Zieloni | 23 236 | 12,55  | –4,47  |
|                                                                                               | Krzysztof Rdest     | KWW Kandydata na Senatora Krzysztofa Rdesta  | 18 459 | 9,97   | –      |
| Frekwencja: 48,81% Liczba głosów ważnych: 185 129 (96,27%) Źródło: Państwowa Komisja Wyborcza |                     |                                              |        |        |        |

### Wybory parlamentarne 2019
| Kandydat                                                                                      | Kandydat            | Komitet wyborczy           | Głosów  | Głosów | Głosów |
| Kandydat                                                                                      | Kandydat            | Komitet wyborczy           | Liczba  | %      | +/–    |
| --------------------------------------------------------------------------------------------- | ------------------- | -------------------------- | ------- | ------ | ------ |
|                                                                                               | Marek Martynowski ● | Prawo i Sprawiedliwość     | 115 800 | 52,41  | +9,13  |
|                                                                                               | Waldemar Pawlak     | Polskie Stronnictwo Ludowe | 105 141 | 47,59  | +13,40 |
| Frekwencja: 59,67% Liczba głosów ważnych: 220 941 (96,94%) Źródło: Państwowa Komisja Wyborcza |                     |                            |         |        |        |

### Wybory parlamentarne 2023
| Kandydat                                                                                      | Kandydat            | Komitet wyborczy                                                           | Głosów  | Głosów | Głosów |
| Kandydat                                                                                      | Kandydat            | Komitet wyborczy                                                           | Liczba  | %      | +/–    |
| --------------------------------------------------------------------------------------------- | ------------------- | -------------------------------------------------------------------------- | ------- | ------ | ------ |
|                                                                                               | Waldemar Pawlak     | KKW Trzecia Droga Polska 2050 Szymona Hołowni – Polskie Stronnictwo Ludowe | 113 143 | 42,37  | –5,22  |
|                                                                                               | Marek Martynowski ● | Prawo i Sprawiedliwość                                                     | 107 267 | 40,17  | –12,24 |
|                                                                                               | Adam Matyszewski    | Konfederacja Wolność i Niepodległość                                       | 23 828  | 8,92   | –      |
|                                                                                               | Sylwester Osiński   | Bezpartyjni Samorządowcy                                                   | 22 786  | 8,53   | –      |
| Frekwencja: 73,47% Liczba głosów ważnych: 267 024 (98,08%) Źródło: Państwowa Komisja Wyborcza |                     |                                                                            |         |        |        |